# Boerinneken
Boerinneken is een Belgisch biermerk. Het wordt gebrouwen door De Proefbrouwerij voor Verstraeten H&S te Beveren (Oost-Vlaanderen).
Boerinneken is een blond bier, hergist in de fles. Het heeft een ietwat zoete hopsmaak en een alcoholpercentage van 9,5%. Het Boerinneken wordt net zoals het Boerken verkocht in flesjes van 33 centiliter voorzien van een beugelsluiting.
Oorspronkelijk werd het bier gebrouwen in opdracht van Den Ouden Advokaat, maar sinds 2013 werd het overgenomen door de huidige bierfirma.
Het bier wordt naast België en Nederland geëxporteerd naar Spanje, Engeland en Laos.